# 腓特烈港 (德国)
腓特烈港（德語：Friedrichshafen）是位于德国巴登-符腾堡州南部博登湖畔、邻近德国与瑞士和奥地利边境的一座城市。它是位於博登湖畔緊接在康斯坦茨後的第二大城。是博登湖的經濟重鎮，它提供了這個地區許多的工作機會，例如許多德國大型工業公司都位於這裡：MTU腓德烈斯哈芬有限公司，采埃孚。
著名的齐柏林飞艇制造商采埃孚位于腓特烈港，第一艘齐柏林飞艇也诞生于此。

## 歷史
1811年，弗騰堡國王腓特烈將原本的城市Buchhorn和鄰近鄉村納為"Town and Castle Friedrichshafen"，當時的城市人口只有750人，這是腓特烈港最早成立城市的紀錄。
1943年到1945年，這座城市幾乎完全的被空襲德國的戰機炸毀。隨後復原的工作就交由當地的大公司來輔助重建工作。
1950年成立的展場中心，並且舉辦了第一屆的國際波登湖展覽會(IBO)，並且在1962年開始開放其他的展覽主題。到了現在已經是德國重要的展場地點了。
1985年成立的Graf-Zeppelin-Haus文化和會議中心，又在1996年成立了齊柏林博物館，開始吸引無數的觀光客的來訪。
2001年齊柏林飛船開始在波登湖的上空第一次迎接觀光客。
2007年腓特烈港城市贏得了德國T-mobile舉辦的T-City城市競賽，並且在當年成為德國第一個T-City示範城市。 

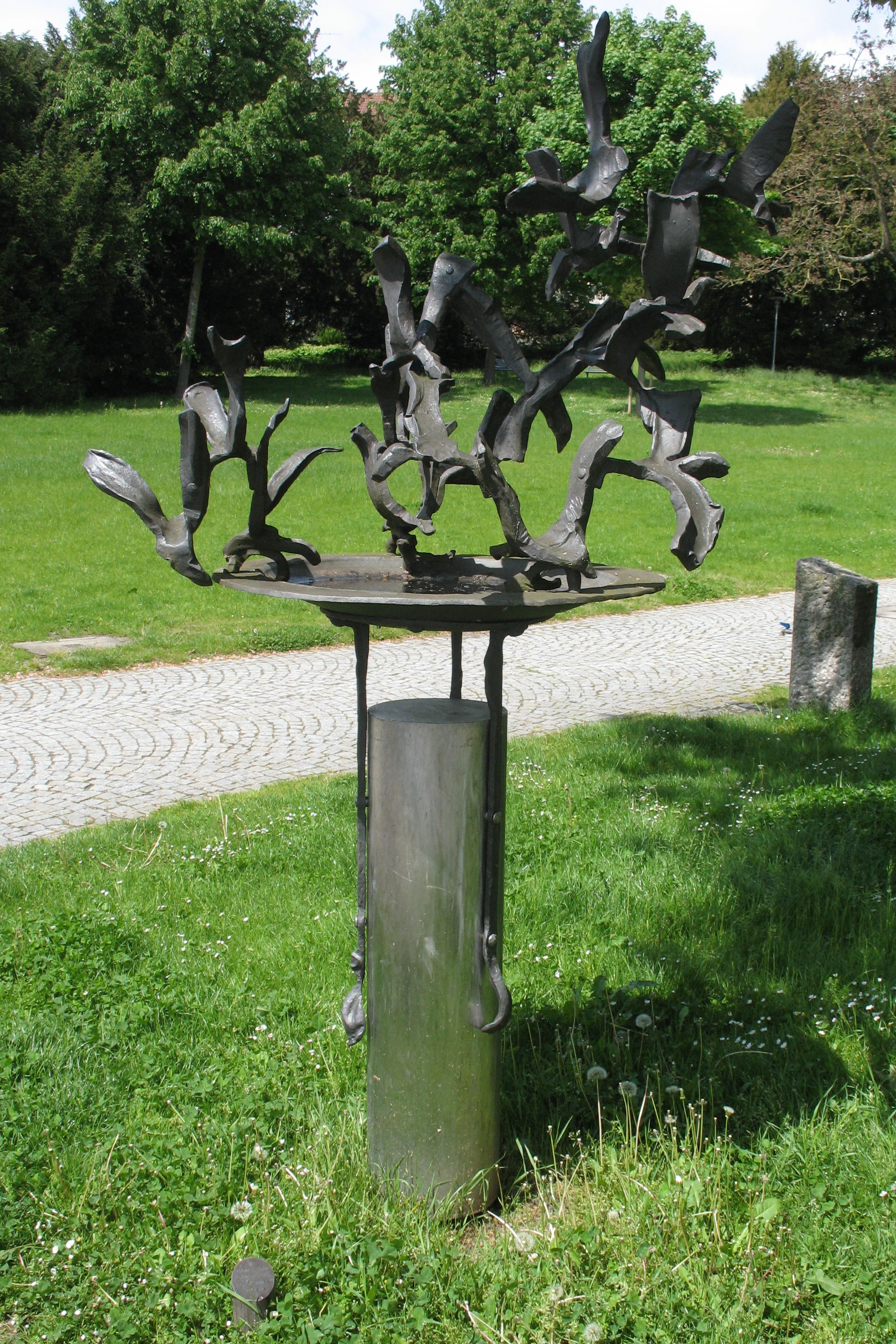
市區公園的噴水池

2009年腓特烈港小鎮人口突破5萬9000人
2011年將慶祝其200年的建城紀念日。

## 友好城市
| - 德国代利奇 - 美国皮奥里亚 - 白俄羅斯波洛茨克 | - 義大利因佩里亞 - 法國圣迪耶 - 萨拉热窝 |

## 資料來源
1. Friedrichshafen 官方網站. . （原始内容存档于2014-08-04） （英语）.